# Благовіщення (Мурашко)
«Благовіщення» — єдина картина на релігійну тематику українського живописця Олександра Мурашка; створена в 1909 році. Зберігається в Національному художньому музеї України.  

## Сюжет
Митець обрав євангельський сюжет, який має усталену іконографію та велику кількість художніх втілень. На картині зображено подію, яка описана в Євангелії від Луки (Лук. 1:26–39), коли архангел Гавриїл, посланий Богом, проголосив: «Радуйся, Благодатна! Господь з Тобою», повідомив Діві Марії про її вагітність і наказав назвати народженого сина Ісусом.
Художник розповідав, як у нього виникла ідея сюжету картини. Одного разу митець, перебуваючи у вітальні власного будинку, побачив дівчину, що безшумно відхилила тюль й увійшла з тераси до приміщення. В уяві митця дівчина перетворилася на архангела Гавриїла, що прийшов до Марії з благою звісткою, — майже безтілесну фігуру з закритими очима, осяяну сонцем.

## Опис
Художник сміливо поєднує в картині елементи філософського символізму модерну, імпресіоністичний пленерний живопис, реальність зображення та майстерність портретиста. 

Філософ Максим Карповець про картину:  
Домінують сині й жовті кольори, події вселенського масштабу передані тихо, безшумно, а буденні жести свідчать про взаємозв’язок речей у світі. Біблейську сцену можна назвати сюрреалістичною, бо Мурашко зумів помістити в полотно видиме і незриме, реальність і містичні видіння. 
Мистецтвознавці підкреслюють, що Мурашко розміщує ангела на золотому фоні. Обізнаний в тонкощах іконописної символіки, художник використовує сліпуче сонячно сяйво як символ небесного царства. Саме блискуче світло і створює на картині ефект присутності «іншого світу», звідки приходить посланець.

## Цікаві факти
У квітні 2021 року до Дня Благовіщення Національний художній музей України показав ескіз Олександра Мурашка 1907 року до полотна «Благовіщення» — «Тераса (Благовіщення)». Мистецтвознавці зазначають, що ескіз дає змогу прослідкувати трансформацію художнього задуму митця. В ескізі чимало відмінностей від картини, він більш канонічний. Зокрема, Марія й архангел Гавриїл представлені з німбами (в завершеній картині їх немає), Марія читає, а не вишиває, коли архангел Гавриїл заходить з лілеєю до кімнати. Але елементи, що зачаровують глядача у картині Мурашка, присутні й в ескізі: постава Марії, її напівзаплетені коси, приспущена сукня, що відкриває плечі, білі фіранки, які роздуваються від подуву вітру яскраво-сонячного дня.